# カツオナ

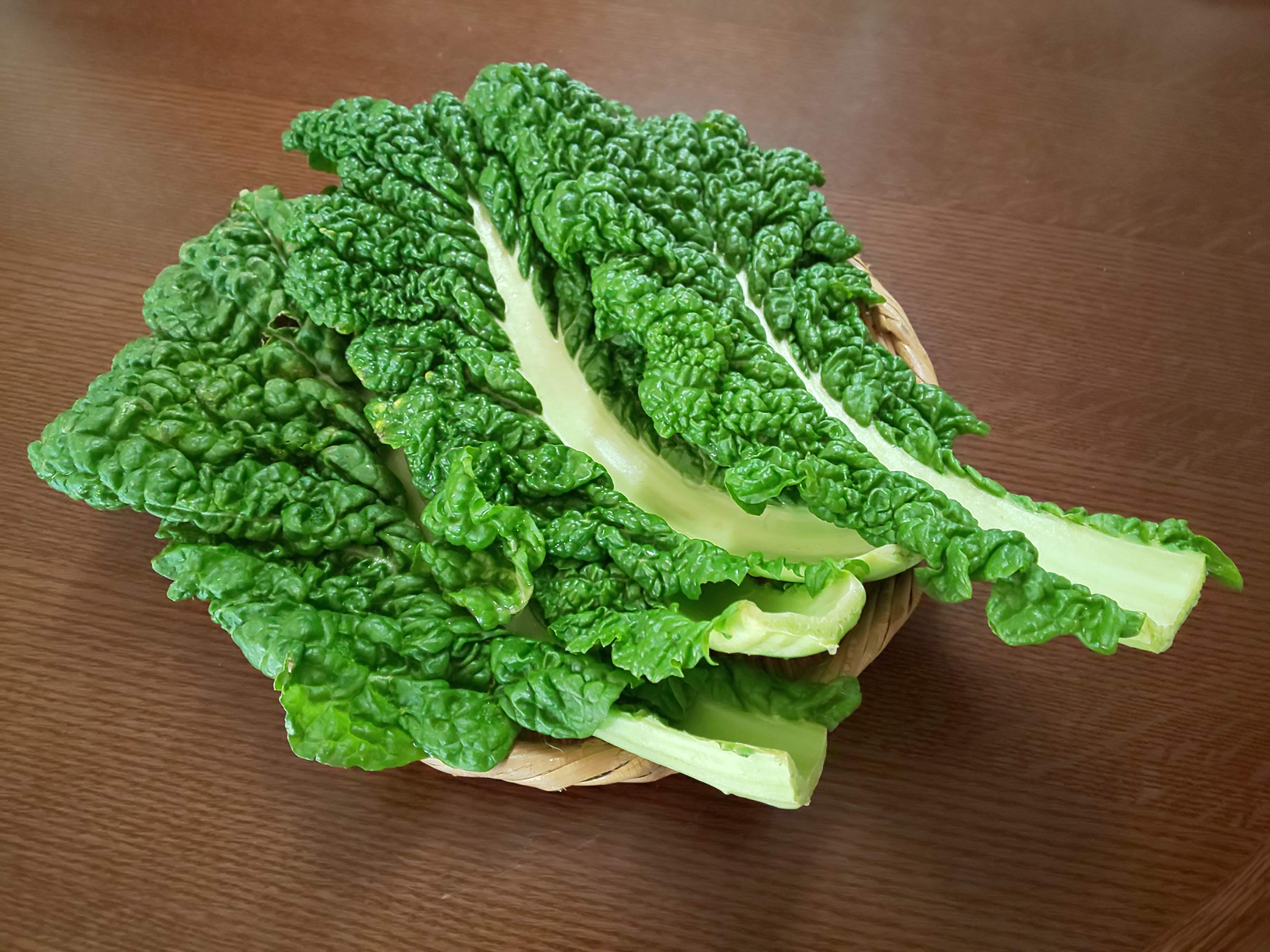
かつお菜。

カツオナ（かつお菜、かつを菜、勝男菜）はアブラナ科のカラシナ類に属する高菜の品種群の一種。主に九州北部で栽培されており福岡県の特産野菜である。

## 特徴
成長すると高さは40 - 50cm程度に育つ。葉は縮れていて緑色が濃く、硬そうな見た目に反し柔らかい。福岡県では古くから正月のお雑煮やお吸物の具や漬物として使われている。旨味や甘味の成分となるアミノ酸が豊富である。汁物や煮物に使うと鰹出汁のような風味が出ることからその名が付いたとされる。高菜には特有の辛味があるが、カツオ菜にはそのような辛味がない。
一般的な播種の時期は9月中旬から10月で、11月から2月にかけて収穫される。高菜に比べ、耐暑性や耐寒性にやや劣る面がある。畑は平畝にして、まき筋をつけて種子を筋まきする。本葉が出たら最初の間引きを行い、さらに葉が重ならないように間引きしながら育てていく。葉の大きさを見て収穫していく。薹（とう）立ちは遅く、春まで収穫できる。

## 食べ方
そのまま食べられることはあまりなく、主に汁の具や、煮物、和え物、炒め物に使用される。加熱するとだし汁のような旨味があり、特に煮物、汁物、鍋料理に合う。福岡のお雑煮には欠かせない菜っ葉となっている。

## 栄養価
小松菜やからし菜、高菜などに比べて100g中のカルシウム含有量は多い。中肋以外の部位にルテインやβ-カロテン、クロロフィルなど、中肋の部位にビタミンCを多く含む。